# Escharella dijmphnae
Escharella dijmphnae is een mosdiertjessoort uit de familie van de Escharellidae. De wetenschappelijke naam van de soort is voor het eerst geldig gepubliceerd in 1929 door Kluge.